# 查赫拉奧爾科山
21°3′31″S 67°50′32″W / 21.05861°S 67.84222°W
查赫拉奧爾科山（Chakra Urqu），是玻利維亞的山峰，位於該國西南部波托西省的北利佩斯省，處於米柳奧爾科山東北面、卡奇奧努山東南面，屬於安第斯山脈的一部分，海拔高度4,347米。